# Бойова машина реактивної артилерії

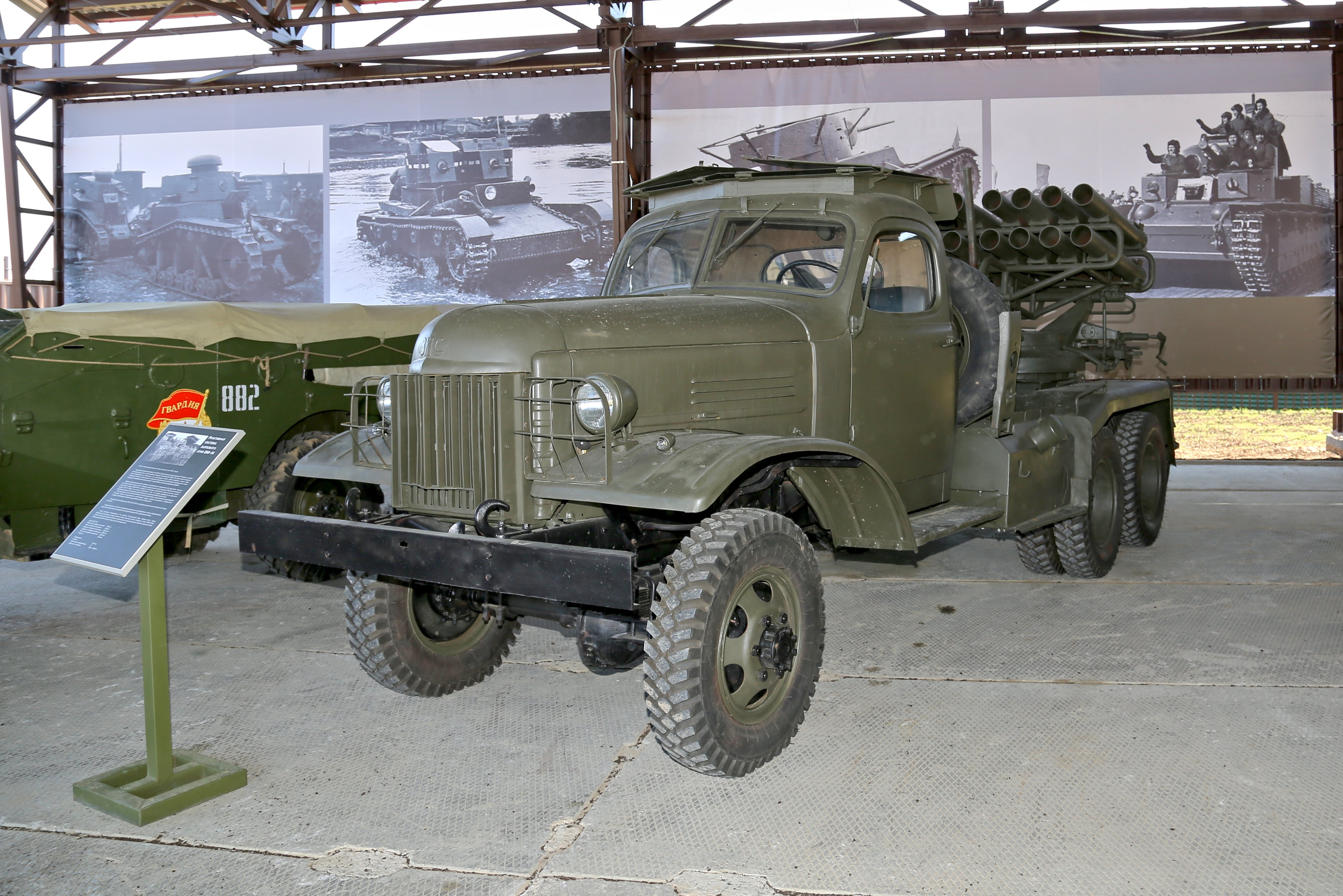
Радянська бойова машина реактивної артилерії 1950-х років БМ-14

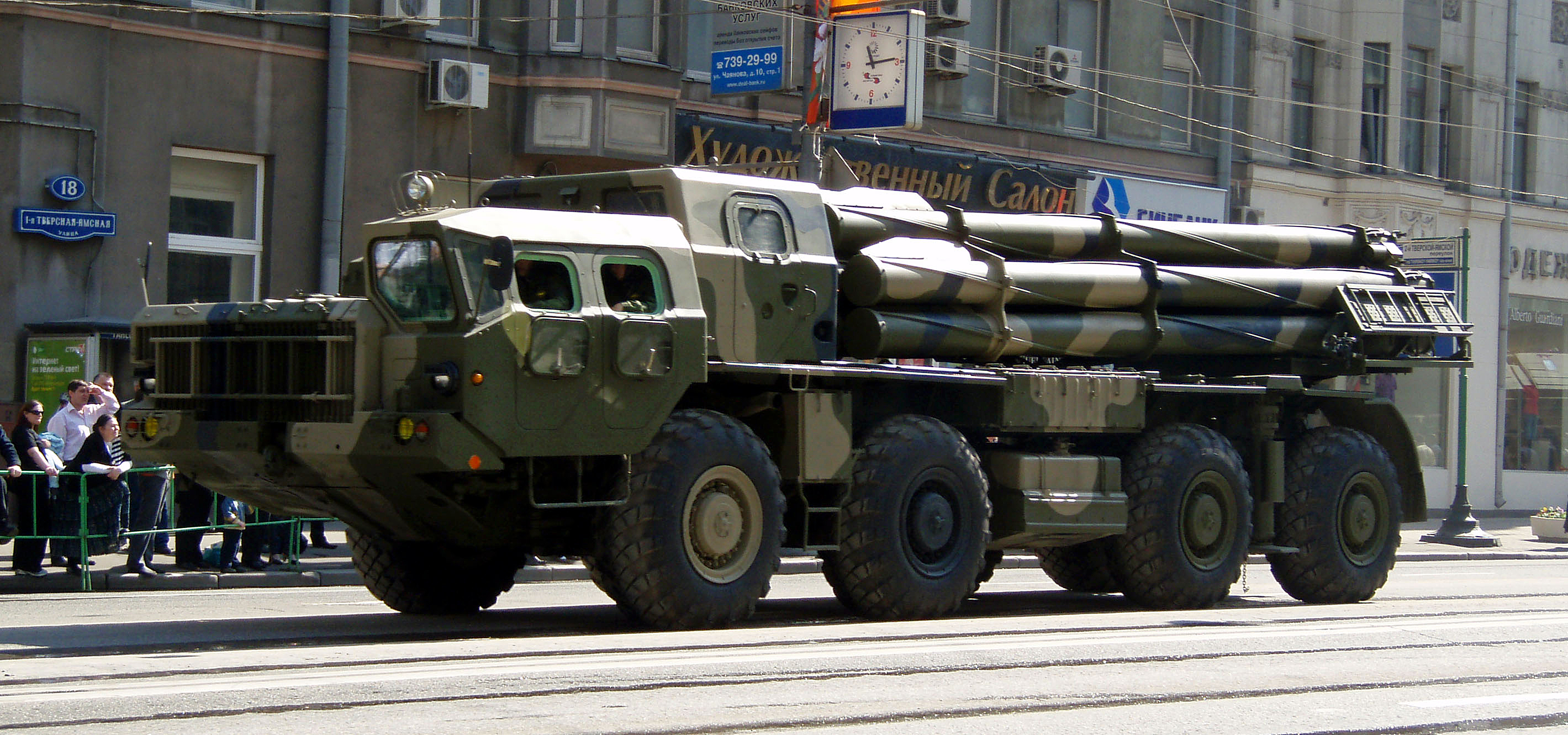
Сучасна російська бойова машина реактивної артилерії 9А52-2 РСЗВО «Смерч»

Бойова машина реактивної артилерії (БМРА) — радянський і російський військовий термін для позначення самохідних пускових установок реактивних систем залпового вогню у сухопутних військах. Різновид бойової машини.
Вперше бойові машини реактивної артилерії (офіційно іменувалися тоді гвардійськими реактивними мінометами і широко відомі під загальним народним прізвиськом «Катюша», який згодом також поширився і на післявоєнні машини) стали масово застосовуватися СРСР під час Німецько-радянської війни. У післявоєнний період стали активно розвиватися як в СРСР і країнах Варшавського договору, так і в країнах Заходу.
В артилерійську частину бойових машин реактивної артилерії входять: пакет направляючих (в сучасних системах — виключно трубчастих, ранні системи зазвичай мали рейкові або стільникові напрямні), в яких розміщуються некеровані реактивні снаряди (в деяких системах, таких як американська M270 MLRS, можуть застосовуватися також некеровані тактичні ракети) і за допомогою яких спрямовується траєкторія польоту останніх; поворотна рама, що здійснює переміщення пакета напрямних в горизонтальній площині; механізми наведення для зміни вертикального кута наведення; механізм який врівноважує; прицільні пристосування; пускове обладнання. Артилерійська частина, як правило, встановлюється на автомобільному шасі високої прохідності, рідше — на гусеничному шасі.
Сучасні машини зазвичай мають від 12 (наприклад, БМ-30 системи «Смерч») до 40 (наприклад, БМ-21 системи «Град») трубчастих напрямних калібру 110—300 мм і можуть вести стрільбу на дальність 10-30 км і більше.